# TOC (Hilcrhyme)
TOC（トク、ティーオーシー、1981年10月4日 - ）は、日本の男性ヒップホップMC、作詞家。HilcrhymeでMC、作詞、作曲を担当している。新潟県上越市出身。血液型はA型。身長は175cm。既婚。

## 来歴

### - 1999年: TOC 始動
- 1981年10月4日 - 新潟県上越市で生まれる。
- 2000年、当時大学生だったTOCは学園祭のステージで行われていた先輩のRAP SHOWに衝撃を受けラップを始める。

MCテッペイと共にDEVIATEを結成。『熱帯夜』を配布。
- ラップを始めて3年後、同郷新潟のラッパーUSU a.k.a. SQUEZに誘われNITE FULL MAKERSに参加する。
- 2005年、当時クラブのオーガナイザー兼DJとして活動していたDJ KATSUとHilcrhymeを結成する。TOC名義として『night sun』を関係者向けに配布。

『熱帯夜』の『FIESTA FIRE WORK』の歌詞に出てくる「'いつか'→'Night sun'→'Tiny Honey'」はTOCソロ名義のデモ音源から来ている。
リサイタルツアーのツボミのDJ PLAYにて
いつか大きな花を咲かそういつか大きな花を咲かそう春夏秋冬季節に合わせた色とりどりの花を咲かそうと一部引用した。
- 2006年7月、NITE FULL MAKERSとしてアルバム『SUNRISE』をリリースする。
- 2007年3月、Hilcrhymeとして初のデモアルバム『熱帯夜』を新潟県内2000枚限定で無料配布。
- 同年8月、NITE FULL MAKERSのメンバーとしてB BOY PARKに出演した。その後2007年冬頃にグループを脱退した。

### 2009年 - 2015年: Hilcrhyme メジャーデビュー
- 2009年7月、HilcrhymeとしてUNIVERSAL Jよりシングル『純也と真菜実』でメジャーデビューし、その後『春夏秋冬』『大丈夫』『ルーズリーフ』とヒットを飛ばした。
- 2012年9月27日、TOCとしてDJ ISSAY aka Be DA BEATZの『HOOD FINEST』にマイクリレー参加した。
- 同年10月3日、自身のブログでHilcrhymeと並行しTOC名義でソロ活動を行っていくことを発表。
- 2013年4月24日、TOC from Hilcrhyme としてLUVのシングル『One Piece feat.TOC from Hilcrhyme』として参加した。
- 同年6月12日、DJ松永によるデジタルシングル『Daydream feat. KOPERU,R-指定,MUMA,LB（LBとOtowa）,TARO SOUL（SUPER SONICS）,TOC』にマイクリレー参加をした。
- 同年8月、地元の盟友USU aka SQUEZの客演としてB BOY PARKに出演し『HOOD FINEST』を披露した。
- 同年の自身の誕生日の10月4日、デビュー両A面シングル『BirthDay/Atonement』をVillage Againからリリース。
- 2014年11月26日、1stアルバム『IN PHASE』をリリース。
- 2015年2月、全4公演の初の全国ツアー「TOC LIVE TOUR 2015 'IN PHASE'」を遂行。

### 2016年 - 現在: TOC メジャーデビュー
- 2016年1月6日、2ndアルバム『SAFARI PARK』をリリース。1月27日には自身のブログで主宰レーベルDRESS RECORDSの設立を発表、自身TOCと弘Jr.が所属となった。

　 同年2月には2回目となる全国ツアー「TOC LIVE TOUR 2016'SAFARI PARK'」が開催された。そして、このツアーの最終公演にてTOCとしてもメジャーデビューすることが報告された。
- 同年8月30日、UNIVERSAL Jよりメジャーデビューシングル『過呼吸』をリリース。それを記念して、同年9月10日に大阪にてワンマンライブ「TOC One Man LIVE'過呼吸'」が開催された。
- 2017年2月1日、「ユニバーサル ミュージック＆EMIアーティスツ合同会社」に所属事務所を移籍。
- 同年の2月〜3月にかけ、3回目となるツアー「TOC LIVE TOUR 2017 過呼吸〜アンコール〜」が開催された。このツアーではフロントアクトを弘Jr.が担当した。
- 同年8月20日、B BOY PARK 20TH ANNIVERSARYに出演。
- 2018年1月31日、3rd（メジャー1st）アルバム『SHOWCASE』をリリース。
- 同年2月、アルバム『SHOWCASE』を引っ提げて「TOC TOUR 2018“SHOWCASE”」を遂行。全5公演チケットはSOLD OUT。
- 同年4月、FM-NIIGATAにて「トクベヤ」をスタートさせる。
- 2020年1月29日、4thアルバム『立国宣言』をリリース。
- 2022年9月28日、5thアルバム『FOOLISH』をリリース。Hilcrhymeのアルバム『SELFISH』と同時発売。
- 2023年6月28日、ソロ名義では初となるベストアルバム『TOC THE BEST』をリリース。

## 人物
- 出身校は上越市立城東中学校で東京学館新潟高等学校では剣道部に所属していた。
- 小学二年生から高校三年生まで剣道をしていた。
- 好きな色は青色。
- 趣味はスノーボード、ビリヤード。
- 2012年4月7日、「RISING TOUR 2012 新潟県民会館公演」初日公演終了後、新潟市役所で婚姻届を提出し、翌日公演内にて、約3年半交際していた一般女性と「昨日、結婚しました」と発表した。このことは同年4月11日、『週刊Hilcrhyme』でも発表された。
- サングラスが特徴。

### 作詞
Hilcrhymeでは基本的に曲先（DJ KATSUが先に作成したメロディー無しのインスト）がほとんどである。
基本的にテーマを決めて作詞することが多くそのような曲が『ジグソーパズル』や『Kaleidoscope』、『エール』などのシングル曲に挙げられることが多い。
また『春夏秋冬』や『純也と真菜実』、『友よ』など実話や実際に友人の結婚式で送った曲などもHilcrhymeの楽曲として発表されている。
その他、Hilcrhymeで特徴のある曲として、初めて女性視線かつ女言葉を使った『Lost love song』や、歌詞カードに遊び心を入れた『Technical』がある。
ソロ楽曲では、「Hilcrhymeとは全くの別物」を意識して製作されている。

## ディスコグラフィ

### シングル

#### インディーズ
|                  | 発売日        | タイトル           | 販売生産番号 | 販売生産番号 |
| 初回盤〈CD+DVD〉 | 発売日        | タイトル           | 通常盤〈CD〉 |              |
| ---------------- | ------------- | ------------------ | ------------ | ------------ |
| 1st              | 2013年10月4日 | BirthDay/Atonement | VTOC-1004    | VTOC-0001    |

#### メジャー
|                  | 発売日        | タイトル | 販売生産番号 | 販売生産番号 |
| 初回盤〈CD+DVD〉 | 発売日        | タイトル | 通常盤〈CD〉 |              |
| ---------------- | ------------- | -------- | ------------ | ------------ |
| 1st              | 2016年8月30日 | 過呼吸   | UPCH-7175    | UPCH-5884    |

### 配信限定シングル

#### インディーズ
|     | 発売日          | タイトル                 | 収録アルバム |
| --- | --------------- | ------------------------ | ------------ |
| 1st | 2014年7月23日   | World View feat.Twigy    | IN PHASE     |
| 2nd | 2015年 10月23日 | HATE                     | SAFARI PARK  |
| 3rd | 2015年 11月27日 | SAFARI PARK              | SAFARI PARK  |
| 4th | 2015年 12月18日 | MIGHTY CODE(feat.ROWSHI) | SAFARI PARK  |

### アルバム

#### インディーズ
|                  | 発売日         | タイトル    | 販売生産番号 | 販売生産番号 |
| 初回盤〈CD+DVD〉 | 発売日         | タイトル    | 通常盤〈CD〉 |              |
| ---------------- | -------------- | ----------- | ------------ | ------------ |
| 1st              | 2014年11月26日 | IN PHASE    | VTOC-0003    | VTOC-0002    |
| 2nd              | 2016年1月6日   | SAFARI PARK | -            | NTOC-0001    |

#### メジャー
|        | 発売日        | タイトル     | 販売生産番号          | 販売生産番号 |
| 初回盤 | 発売日        | タイトル     | 通常盤                |              |
| ------ | ------------- | ------------ | --------------------- | ------------ |
| 1st    | 2018年1月31日 | SHOWCASE     | UPCH-7368             | UPCH-2142    |
| 2nd    | 2020年1月29日 | 立国宣言     | POCE-12139            | POCE-12140   |
| 3rd    | 2022年9月28日 | FOOLISH      | POCE-92133            | POCE-12189   |
| BEST   | 2023年6月28日 | TOC THE BEST | POCE-92153 POCE-92154 | POCE-12197   |

### 映像作品

#### インディーズDVD
|     | 発売日       | タイトル                    | 販売生産番号 |
| --- | ------------ | --------------------------- | ------------ |
| 1st | 2016年5月6日 | TOC LIVE TOUR2015“IN PHASE” | NTOC-0201    |

#### メジャー
|     | 発売日        | タイトル                 | 販売生産番号 | 販売生産番号 |
| DVD | 発売日        | タイトル                 | Blu-ray      |              |
| --- | ------------- | ------------------------ | ------------ | ------------ |
| 1st | 2018年5月23日 | TOC TOUR 2018“SHOWCASE”” | UPBH-1461/2  | UPXH-1064/5  |

デモCD
2004年頃「熱帯夜」DEVIATE
TRACK.#1 mixed by DJ YU-KI
TRACK.#2 mixed by DJ KATSU
TRACK.#3 mixed by JUNYA
TRACK.#4 MEGUMI ft.DEVIATE「いつかの君へ」
TRACK.#5 DEVIATE「熱帯夜」
2005年
TOC 「night sun」
1.intro
2.night sun
3.Tiny Honey

## 参加作品
| 発売日         | タイトル                                                                                            | 規格品番   | 収録曲・備考                                                                                                |
| -------------- | --------------------------------------------------------------------------------------------------- | ---------- | --- |
| 2006年7月25日  | NITE FULL MAKERS「SUNRIZE」                                                                         | IFN-001    | 「NITE FULL MAKERS」のメンバーとして参加                                                                    |
| 2007年7月4日   | USU a.k.a SQUEZ「247-UN’ITo You-」                                                                  | IFAF-0001  | 5.MO'MONEY feat.NITE FULL MAKERS,12.ハナムケ feat.NITE FULL MAKERS 「NITE FULL MAKERS」のメンバーとして参加 |
| 2007年10月23日 | V.A.「REGGAE MILLION IV」                                                                           | UPCI-1072  | 12. WORDS MAKER / SCAR-FACE (SUNSQRITT) & TOC (Hilcrhyme)                                                   |
| 2012年9月27日  | DJ ISSAY aka Be DA BEATZ「HOOD FINEST」                                                             | BMWS-012   | 2. HOOD FINEST REMIX feat. KEN THE 390,サイプレス上野,TOC,NYNJA                                             |
| 2013年4月24日  | LUV 「one Piece feat.TOC from Hilcrhyme」                                                           | TFCC-89424 | 1.one Piece feat. TOC from Hilcrhyme                                                                        |
| 2013年6月12日  | DJ松永 「Daydream feat. KOPERU,R-指定,MUMA,LB(LBとOtowa), TARO SOUL(SUPER SONICS),TOC」（配信限定） |            | 1.Daydream feat. KOPERU,R-指定,MUMA,LB(LBとOtowa), TARO SOUL(SUPER SONICS),TOC                              |
| 2013年7月3日   | CHIHIRO 「恋レター feat. TOC from Hilcrhyme」                                                       | TECI-310   | 1.恋レター feat. TOC from Hilcrhyme                                                                         |
| 2014年4月2日   | V.A.「新曲フェスタ5~Yo チェケラッチョ~Pro.by SHIROSE from WHITE JAM                                 | UMCK-1476  | 2.HEYLAS ／ KEN THE 390 feat.GASHIMA,ISH-ONE,SHIROSE,TOC                                                    |
| 2014年7月2日   | SLOTH 「Dream In The Sky Feat. TOC」（配信限定）                                                    |            | 1.Dream In The Sky feat. TOC                                                                                |
| 2014年9月24日  | J-RU 「CROSSROAD」（配信限定）                                                                      |            | 1.CROSSROAD feat. TOC                                                                                       |
| 2014年10月15日 | DJ 松永「サーカス・メロディー」                                                                     | ZLCP-0194  | 2.ミスターキャッチー feat. TOC                                                                              |
| 2015年5月6日   | BIG RON「My Way」                                                                                   | ZLCP-0235  | 6.Last Call feat.TOC                                                                                        |
| 2015年7月22日  | 下拓「#シモタクナウ」                                                                               | VICL-64375 | 2. DISOBEY feat. TOC                                                                                        |
| 2015年12月9日  | V.A.「HI-D produced Album「Special Calling -new edition-」                                          | BZCD-101   | 1. あまざらし / 宏実 & TOC                                                                                  |
| 2016年3月9日   | Mr.MUSICIAN「Bring back the bacon」                                                                 | SESR-0005  | 6. Mr.Musician (Remixxxx) feat.ISH-ONE,TOC(Hilcrhyme),RAW-T,CRAY-G                                          |
| 2017年5月31日  | 弘jr.「月」                                                                                         | UPCH-2125  | 7.明日が希望に変わる Feat. TOC                                                                              |

## 提供作品
| アーティスト | 作詞・作曲 | タイトル           | 収録作品           |
| ------------ | ---------- | ------------------ | ------------------ |
| NEWS         | 作詞       | 内容の無い手紙     | LIVE               |
| 田原俊彦     | 作詞       | Escort to my world | Escort to my world |

## タイアップ一覧
| タイトル         | タイアップ                                                                     |
| ---------------- | ------------------------------------------------------------------------------ |
| BirthDay         | テレビ東京系『超流派』2013年10月度エンディングテーマ                           |
| Swag in my skill | テレビ東京系『超流派』2014年11月度オープニングテーマ                           |
| 過呼吸           | 読売テレビドラマ「脚本家と女刑事」主題歌                                       |
| I’ll Light You   | 読売テレビ・日本テレビ系ドラマ「眠れぬ真珠～まだ恋してもいいですか？～」主題歌 |

## 出演作品

### テレビアニメ
- ピーター・グリルと賢者の時間 Super Extra（2022年）- ケンジさん役[1]

### Webドラマ
- FLOWER SHOP DIARY 第3話 364本のひまわり（2009年11月、レコチョク・music.jp・dwango.jp、ユニバーサルJFilm）